# Robert Stiller
Robert Reuven Stiller (ur. 25 stycznia 1928 w Warszawie, zm. 10 grudnia 2016) – polski tłumacz, pisarz, językoznawca pochodzenia żydowskiego.

## Życiorys
Dzieciństwo spędził na Białorusi, II wojnę światową w Warszawie. W 1947 roku odszedł od katolicyzmu, w którym był wychowany. W tym samym roku wstąpił do Polskiej Partii Socjalistycznej. Pracował etatowo w wojsku. W 1952 roku ukończył polonistykę, studiował slawistykę, dziennikarstwo, indologię oraz nordystykę w Reykjavíku.
Oprócz tłumaczeń był autorem kilku książek i esejów o charakterze językoznawczym oraz sztuk teatralnych, współzałożycielem żydowskiej gminy reformowanej i propagatorem odrodzenia judaizmu reformowanego w Polsce. Jest autorem wiersza pt. Serce generała, opiewającego Karola Świerczewskiego.
W „Literaturze na Świecie” publikował artykuły w cyklu Stół i nożyce. W latach 1984–1986 kierował wydawnictwem Rekontra, działającym poza cenzurą.
W 2001 roku założył Żydowską Gminę Reformowaną, której następnie przewodniczył. W 2002 roku został prezesem Stowarzyszenia Kultury Żydowskiej „Keszer”.
Jego felietony ukazywały się w „Trybunie”, „Najwyższym Czasie!” i „Rzeczpospolitej”. Zostały one zebrane w dwutomowym zbiorze Pokaż język!.
W 2005 roku kandydował do Sejmu z ramienia Platformy Janusza Korwin-Mikkego.
Był kustoszem Muzeum Azji i Pacyfiku, prowadził Studium Sztuki Przekładu w Warszawie.
Żoną Roberta Stillera była piosenkarka Nina Stiller.
Jest autorem 300 książek, w tym 30 dzieł oryginalnych. Stał się popularny dzięki cyklowi artykułów Pokaż język!, publikowanych w kilku czasopismach, następnie zebranych w książkach.

## Poglądy
W latach 40. był związany z lewicą, należał do Polskiej Partii Socjalistycznej (PPS). W wywiadzie z 2001 roku twierdził, że jako pierwszy ze środowiska literackiego zerwał z działaczami PPS. Jego zdaniem za swoje poglądy spotykał się z niechęcią ze strony Związku Literatów Polskich i Ministerstwa Kultury i Sztuki.
W 2001 roku informował, że po wydaniu Semantyki zbrodni był przez cztery lata obserwowany przez Służbę Bezpieczeństwa. 
Był zdeklarowanym feministą.

## Współpraca ze Służbą Bezpieczeństwa PRL
Według dokumentów IPN, (o czym napisała Joanna Siedlecka, autorka książki Kryptonim „Liryka”. Bezpieka wobec literatów, wydana w 2009 r.) Robert Stiller od 1955 do 1981 był tajnym współpracownikiem Służby Bezpieczeństwa pod pseudonimami „Kryspin”, „Stanisław Wisłocki”, „Literat” i „Tras”, zostawił 20 tomów donosów. Rozpracowywał m.in. Związek Literatów, którego był członkiem od 1949 roku, środowisko miesięcznika „Kultura” i czasopisma „Zapis”. Stiller stwierdził, że te informacje są nieprawdziwe, a dokumenty SB sfałszowane i zapowiedział wytoczenie pisarce procesu.

## Wybrane przekłady
- J.R.R. Tolkien
  - Potwory i krytycy (2010)[13]
- Vladimir Nabokov
  - Lolita (1991)[14]
  - Blady ogień (1994)[13]
- Anthony Burgess
  - Człowiek z Nazaretu (1995, 2007)[13]
  - Mechaniczna pomarańcza (1989, 1991, 1999, 2000, 2002, 2004)[13]
Powieść tę Stiller przełożył w dwóch wariantach, wykorzystując fakt, że oryginalny język bohaterów był gwarą angielską z licznymi wtrętami wywodzącymi się m.in. z rosyjskiego – polski przekład powstał analogicznie w wersjach z wtrętami pochodzącymi z angielskiego (wersja A, pod tytułem Nakręcana pomarańcza) oraz rosyjskiego (wersja R, 1991)[13][15]. W 2005 roku Stiller zapowiadał trzeci wariant przekładu powieści, wersję N – germanizowaną – która miała się ukazać pod tytułem Sprężynowa pomarańcza[15]. W 2016 roku Stiller zadeklarował dokończenie tłumaczenia do 2017 roku. Prace przerwała śmierć tłumacza[16].
  - Rozpustne nasienie (2003, 2013)[13]
  - Rok 1985 (2004, wspólnie ze Zbigniewem Batko)[13]
- Lewis Carroll
  - Alicja w Krainie Czarów (1986, 1990, 2008)[13]
  - Po drugiej stronie lustra (1990)[13]
  - Wyprawa na Żmirłacza (1982, 2003, 2005)[13]
  - Żabrołaki[17]
- Ian Fleming
  - Sam chciałeś te karty, czyli Casino Royale (1990)[13]
  - Żyj i pozwól umrzeć (2008) [13]
  - Moonraker (2008)[13]
  - Diamenty są wieczne (2008)[13]
  - Pozdrowienia z Rosji (2008)[13]
  - Dr No (2008)[13]
  - Goldfinger (2008)[13]
  - Tylko dla twoich oczu (2008)[13]
  - Operacja Piorun (2008)[13]
  - Moja miłość to agent (2008)[13]
  - W tajnej służbie Jej Królewskiej Mości (1994, 2008)[13]
  - Żyjesz tylko dwa razy (2008)[13]
- Frank Norris
  - Ocean przyjdzie po Ciebie (1960)[13]
- Esther Vilar
  - Amerykańska papieżyca (1995, 1996)[18]
  - Matematyka Niny Gluckstein (1998)[18]
  - Na dziewczęcej skórze (2009)[18]
- Bertolt Brecht
  - Wybór utwór na wieczór literacki (1962)[18]
  - Poezje wybrane (1980)[18]
  - Songi (1983)[18]
  - Baal (1985)[18]
  - Opera za trzy grosze (1986)[18]
  - Rekin zęby ma na wierzchu (1986)[18]
  - Postylla domowa i inne wiersze (1988)[18]
- Ron Hansen
  - Atticus (1999)[13]
- Mitologie świata
  - Beowulf. Epos bohaterski (2010)[19]
  - Gilgamesz. Epos starożytnego dwurzecza (1967) – (parafraza i kompilacja na podstawie różnojęzycznych przekładów)[20]
  - Krymhilda (1974)[7]
- Antologie
  - Antologia literatury malajskiej (1972)[7]

Ponadto Stiller przetłumaczył na język angielski wiersz Konstantego Ildefonsa Gałczyńskiego „Strasna zaba”. Tłumaczenie ukazało się w „Literaturze na Świecie” w numerze 1/78 z 1981 roku. Ogółem tłumaczył książki z angielskiego, niemieckiego, francuskiego, szwedzkiego, rosyjskiego, malajskiego, hebrajskiego, jidysz, sanskrytu, czeskiego i słowackiego.
Tłumaczenia powieści Nabokova spotkały się z krytyką ze strony Michała Kłobukowskiego (który również tłumaczył Lolitę) i Henryka Dasko.

## Twórczość własna
- Baśnie
  - Klatin brat Klatona (1964)[4]
  - Skamieniały statek (1967)[4]
  - Córka długozębych (1970)[4]
  - Narzeczony z morza (1971)[4]
  - Zardzewiały miecz (1977)[4]
  - Małpa i jej małżonek (1986)[4]
  - Lemie! po co umarłeś? (Kraków, 2006) – obszerne komentarze na temat twórczości Stanisława Lema[24]
  - Pokaż język!, czyli Rozróbki i opowieści o polszczyźnie oraz 111 innych językach (2001)[25]
  - Pokaż język!, czyli Rozróbki i opowieści o polszczyźnie oraz 222 innych językach T. II (Kraków, 2013)[8]
- Poezja
  - Zwierzydełka (Kraków 1977, Wrocław 2017)[26][27]
  - Listy do kochanki (1986)[7]
  - Romans archeologa (2000)[7]
  - Kto uderzy w gong (2003)[7]

## Odznaczenia
- Krzyż Kawalerski Orderu Odrodzenia Polski (2003)[28]
- Srebrny Medal „Zasłużony Kulturze Gloria Artis” (2007)[29]